# Poritia sugimotoi
Poritia sugimotoi är en fjärilsart som beskrevs av Hayashi 1978. Poritia sugimotoi ingår i släktet Poritia och familjen juvelvingar. Inga underarter finns listade i Catalogue of Life.